# Thelypteris gomeziana
Thelypteris gomeziana är en kärrbräkenväxtart som beskrevs av Alan Reid Smith och Lellinger. Thelypteris gomeziana ingår i släktet Thelypteris och familjen Thelypteridaceae. Inga underarter finns listade.